# Teiichi Kobayashi
Teiichi Kobayashi (jap. 小林 貞一 Kobayashi Teiichi; * 31. August 1901; † 13. Januar 1996)  war ein japanischer Geologe, Paläontologe und Zoologe. 
Kobayashi studierte 1924 bis 1927 an der Kaiserlichen Universität Tokio. Er blieb an der Universität als Professor auch nach seiner Emeritierung 1962.
1989 betrug sein Publikationsverzeichnis über 800 wissenschaftliche Arbeiten und Bücher. Als Paläontologe befasste er sich insbesondere mit Trilobiten.
Er war Herausgeber der Reihe Geology and Paleontology of Southeast Asia (University of Tokyo Press), deren erster Band 1974 erschien.
Er war Ehrenmitglied der Royal Society of New Zealand.

## Dedikationsnamen
Nach Kobayashi wurden die Kobayashi-Breitflügelfledermaus (Eptesicus kobayashii) und die Froschart Megophrys kobayashii benannt.

## Schriften
- Sakawa Orogenic cycle and its bearing on the genesis of the Japanese Island, 1941
- Silurian trilobites of Japan in comparison with Asian, Pacific and, other fauna, Tokio, Paleontological Society of Japan 1974
- mit Takashi Hamada: Carboniferous trilobites of Japan in comparison with Asian, Pacific and other faunas, Paleontological Society of Japan 1980
- mit Takashi Hamada: Devonian trilobites of Japan : in comparison with Asian, Pacific and other faunas, Paleontological Society of Japan 1977
- Permian trilobites of Japan in comparison with Asian, Pacific, and other faunas, 1984
- The early palaeozoic cephalopods of eastern asia, Senckenbergiana Lethaea, 1989